# Savigny-le-Temple
Savigny-le-Temple é uma comuna francesa de 26 202 habitantes, situada no departamento Seine-et-Marne e a região Île-de-France.

## Geografia

### Comunas limítrofes
As comunas limítrofes são: 
- Nandy
- Cesson
- Saint-Pierre-du-Perray
- Lieusaint
- Moissy-Cramayel
- Réau